# A Chorus Line
A Chorus Line är en musikal med manus av James Kirkwood och Nicholas Dante, sångtexter av Edward Kleban och musik av Marvin Hamlisch.

## Historia
Den ursprungliga Broadwayuppsättningen koreograferades och regisserades av Michael Bennett, och blev nominerad till hela tolv Tony Awards, varav den tog hem nio. Dessutom fick den 1976 års Pulitzerpris för drama och Laurence Olivierpriset för bästa nya musikal. Musikalen hade urpremiär 1975 i New York City och den hade spelats hela 6137 föreställningar då den lades ner 1990. Detta var länge rekord på Broadway, innan det 1997 slogs av Cats. Sedan dess har ytterligare produktioner gått förbi.
Sverigepremiär hade musikalen på Oscarsteatern i Stockholm 1979. Den sattes sedan upp på Göteborgsoperan med premiär den 19 oktober 2002.

## Synopsis
Denna text avslöjar bärande delar i handlingen.
Regissören Zach och hans koreografiassistent Larry sitter i juryn under en audition till en kommande Broadwayproduktion, och alla dansarna är desperata efter att komma med. Efter den första uttagningen kvarstår 17 dansare. Zach berättar för dem att han är ute efter en stark dansensemble på fyra pojkar och fyra tjejer. Han vill veta mer om de kvarstående och ber dem presentera sig. Motvilligt delar de sökande med sig av sitt förflutna. Historierna går vanligen kronologiskt från barndomsminnen, genom mogen ålder till slutet av karriären.
Den förste kandidaten är Mike, yngst i en skara av tolv barn. Han berättar om sin första upplevelse av dans, då han kollade på sin systers danslektion när han var i förskoleåldern. Mike hoppade in istället för henne på en lektion en dag då hon vägrade gå dit - och där blev han kvar. Bobby försöker dölja sin olyckliga barndom genom att skämta. Under tiden han talar änglsar sig de sjutton sökande över den underliga auditionmetoden och överväger vad de borde visa för Zach, men eftersom de alla så desperat behöver jobbet fortsätter presentationerna.
Zach blir förargad när han känner att Sheila inte tar auditionen på allvar. Då hon öppnar sig, avslöjar hon att hennes mor gifte sig ung och att hannes far varken älskade eller brydde sig om dem. Då hon var sex år gammal insåg hon att baletten lättade tyngden från hennes familjetrassel. Bebe sticker in med att hon också drogs till baletten för att kunna fly undan, för att där som ful flicka kunna känna sig vacker. Maggie påpekar att på balettlektionerna finns det alltid någon där för en, till skillnad från den far hon aldrig haft.
Tankspridda Kristine är tondöv, och hennes klagan över att hon inte kan sjunga avbryts av att hennes man Al fyller i hennes meningar. Mark, den yngste av dansarna beskriver sin första upplevelse med bilderna på den kvinnliga anatomin och hans första våta dröm, och de övriga dansarna delar med sig av sina minnen från tonårstiden. Gregory talar om då han upptäckte att han var homosexuell, och Diana erinrar sig de fruktansvärda dramaklasserna. Don minns hans första jobb på en nattklubb, Richie förklarar hur han nästan blev förskollärare, Judy reflekterar över hennes problematiska barndom, och Connie raljerar över att vara kort. Slutligen förklarar Val att talang inte är allt som räknas då man rollsätter en föreställning, och att silikon verkligen kan vara till hjälp för en.
Dansarna går iväg för att lära sig en sång inför nästa moment av uttagningen, men Cassie stannar på scenen och pratar med Zach. Hon och Zach har en historia tillsammans. Han ahr regisserat henne tidigare, och de har levt med varandra i flera år. Zach säger till Cassie att hon är för bra för ensemblen och att hon inte borde göra audition till uppsättningen. Men hon har inte kunnat hitta något solistjobb och vill gärna ”komma hem” till att jobba i en ensemble där hon åtminstone kan uttrycka sin passion för dans. Zach skickar iväg henne ner till de övriga för att lära sig danskombinationen.
Zach kallar upp Paul på scenen, och han berättar känslofullt om sin tidigare karriär som drag queen och kommer in på ämnen som manlighet, homosexualitet och självkänsla. Cassie och Zachs komplexa förhållande kommer upp igen. De diskuterar vad som gick fel i deras förhållande och hennes karriär. Cassie säger I’ll take chorus, if you’ll take me!. Under ett steppnummer skadar sig Paul och förs till sjukhus: hans karriär är slut. Zach frågar de kvarstående dansarna vad de kommer att göra den dagen de inte längre kan dansa. Vad som än händer, svarar de, så kommer de inte att ångra någonting. Sen väljs de åtta dansarna: Cassie, Bobby, Diana, Bebe, Val, Mike, Mark och Richie.
Finalnumret One börjar med att var och en av de 19 karaktärerna bugar, nu med sina brokiga träningskläder ersatta av identiska glittrande guldkostymer. Under numret ansluter sig roll efter roll och det är plötsligt svårt att urskilja dem från varandra; ironiskt nog har alla karaktärerna som innan varit enskilda individer för publiken att lära känna blivit fullständigt anonyma i föreställningen som börjar nu.